# Megacriodes saundersii
Megacriodes saundersii là một loài bọ cánh cứng trong họ Cerambycidae.